# Tenpole Tudor
Tenpole Tudor is een punkband uit Engeland. Aan het eind van de jaren 1970 hadden ze enig succes, en in 1981 brachten ze twee albums uit. 
Ze brachten hun werk uit op het label Stiff Records. In Nederland werd de single met de Duitstalige titel Wünderbar een hit in 1981.

## NPO Radio 2 Top 2000
Van Tenpole Tudor stond alleen Wünderbar in 2000 in de NPO Radio 2 Top 2000, op plek 1955.